# Зауэрс, Дмитрий Владимирович
Дмитрий Владимирович Зауэрс (род. 21 августа 1979, Шпалозавод, Томская область) — заместитель председателя правления Газпромбанка, куратор проекта цифровой трансформации и развития розничного направления.

## Биография
В 2001 г. окончил экономический факультет Томского государственного университета по специальности «Менеджмент».
Начал трудовую деятельность в августе 2001 года в Газпромбанке. По июнь 2003 года занимал должности специалиста, ведущего специалиста кредитного отдела Томского филиала банка, с июня 2003 года по май 2011-го работал в Департаменте регионального бизнеса :
- по март 2006 года занимал должность главного специалиста отдела управления филиальной сетью;
- с марта 2006 года по сентябрь 2007-го — должность заместителя начальника Управления координации деятельности региональной сети —начальника отдела управления филиальной сетью;
- с сентября 2007 года по февраль 2010-го — должность начальника Управления координации деятельности региональной сети;
- с февраля 2010 года по май 2011-го — должность заместителя начальника департамента[5].

С мая 2011 года работал в должности вице-президента, с сентября 2012 года — в должности первого вице-президента Газпромбанка, с февраля 2013 года является членом правления, с ноября 2014-го занимает должность заместителя председателя правления.
За 2019 год Газпромбанк в 5 раз увеличил выдачу кредитов.
В 2022 и 2023 году занял второе место среди лучших банковских руководителей высшего звена в ежегодном рейтинге «Топ-1000 российских менеджеров», публикуемым издательским домом «Коммерсантъ» и ассоциацией менеджеров.
Является членом Наблюдательного совета Национального исследовательского Томского государственного университета, а также членом попечительского совета Российского квантового центра, участвует в мероприятиях, посвященных развитию квантовых технологий.
8 мая 2022 года, на фоне вторжения России на Украину, внесён в санкционный список США как лицо связанное с Газпромбанком. 29 сентября 2022 года попал в санкционный список Канады «приближенных российского режима за соучастие в решении президента Путина вторгнуться в мирную и суверенную страну». По аналогичным основаниям находится под санкциями Украины и Великобритании.
Женат, воспитывает двоих детей